# Marcel van Maele

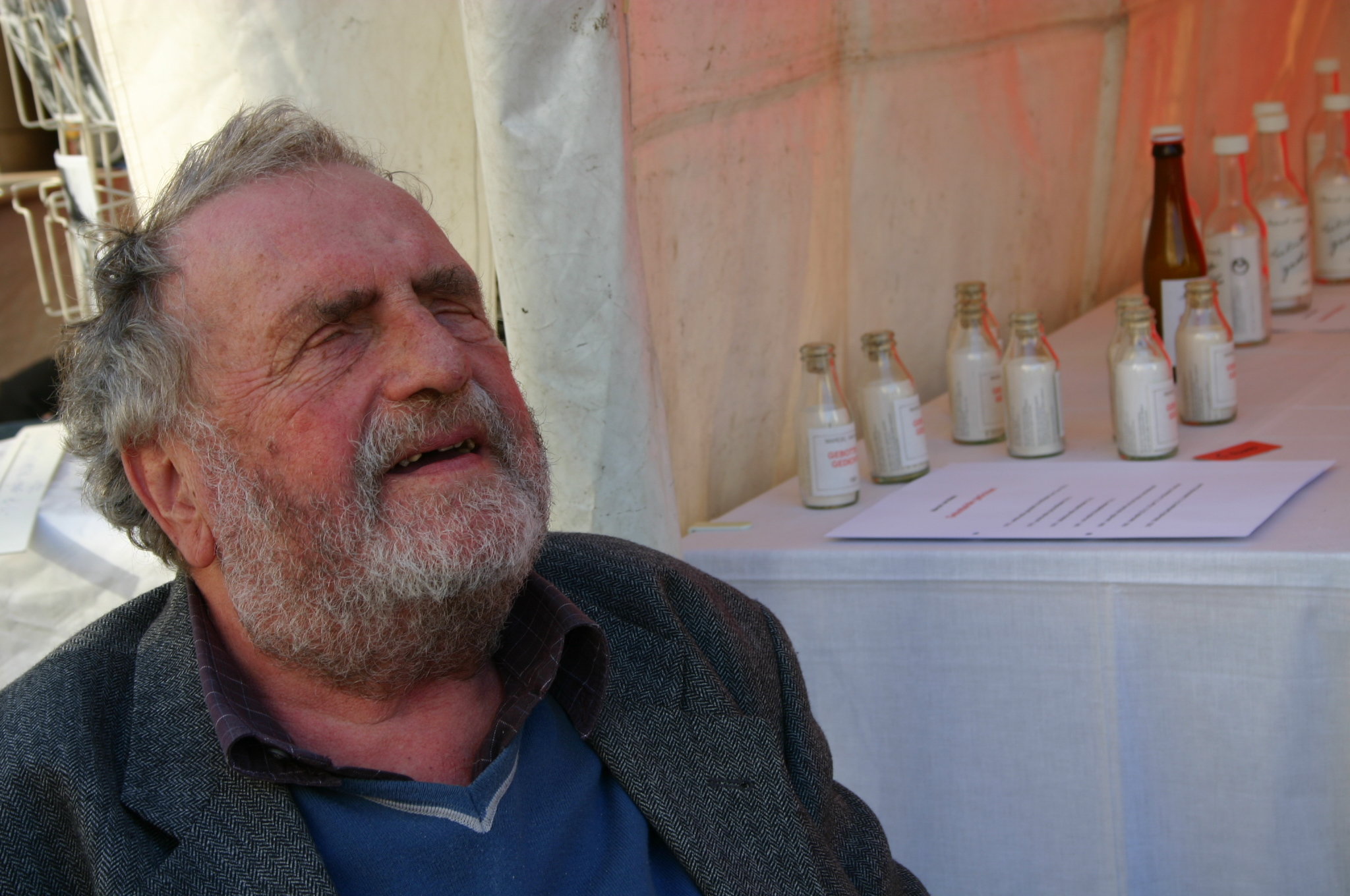
Marcel van Maele, 2007

Marcel van Maele (Brugge, 10 april 1931 – Antwerpen, 24 juli 2009) was een Belgisch dichter, toneelschrijver en plastisch kunstenaar. In 1962 richtte hij samen met enkele gelijkgezinden het avantgardetijdschrift Labris op, en was hij lid van de schrijversgroep de Zestigers.
Van Maele had een zwakke gezondheid. Vanaf 1982 ging zijn gezichtsvermogen sterk achteruit, en gedurende de laatste decennia van zijn leven was hij volledig blind.

## Prijzen
- 1972 - Arkprijs van het Vrije Woord voor Ik ruik mensenvlees, zei de reus